# Whoia angusta
Whoia angusta là một loài chân đều trong họ Desmosomatidae. Loài này được G.O.Sars miêu tả khoa học năm 1899.